# 한국공인회계사회
한국공인회계사회(韓國公認會計士會, Korea Institute of Certified Public Accountants, KICPA)는 공인회계사의 품위향상과 직무의 개선·발전을 도모하고, 회원의 지도 및 감독에 관한 사무를 행하기 위하여 설립된 특수법인이다. 서울특별시 서대문구 충정로 7길 12 (충정로 2가)에 위치하고 있다.

## 설립 근거
- 공인회계사법 제41조[2]

## 연혁
- 1932년 7월 윤정하 계리사 개업 (회계대변과 세무상담)
- 1945년 10월 조선계리사회 발족. 조선계리사회 회원, 적산접수감사 실시
- 1946년 5월 조선계리사회, 대일보상요구 건의서 제출
- 1949년 2월 윤정하ㆍ이태준 회원, 반민법 피의자 박흥식 재산 조사
- 1950년 3월 계리사법 제정
- 1950년 4월 대한계리사회로 명칭 변경
- 1950년 6월 대한계리사회 창립 총회 소집, 6ㆍ25전쟁 발발로 유회
- 1953년 12월 계리사법시행령 제정
- 1954년 12월 한국계리사회 발족
- 1955년 9월 제1회 계리사시험 실시
- 1956년 7월 한국계리사회 사무소, 재무부 이재국에 설치
- 1957년 11월 한국계리사회, 아시아ㆍ태평양회계사연맹(CAPA) 창설에 참가
- 1958년 7월 정부, 재무제표규칙 제정
- 1961년 4월 한국계리사회, 회계감사기준 제정. 한국계리사회 사무소 이전 (서린동 대한부인회관)
- 1961년 5월 부정축재조사위원으로 계리사 30여 명 활동
- 1961년 6월 한국계리사회 사무소 이전 (종각 한청빌딩)
- 1961년 9월 세무사법 제정
- 1961년 11월 직업윤리규정 제정
- 1963년 4월 계리사법에 의한 감사증명규정 신설
- 1963년 9월 증권거래법에 의한 계리사의 감사증명규칙 공포
- 1964년 2월 한국계리사회, 사무소 이전 (약공회관)
- 1964년 3월 정부, 상장증권발행회사의 표준감사보수 결정
- 1965년 6월 계리사 육군장교 후보생 육군 소위로 임관
- 1966년 7월 공인회계사법 제정 (계리사법 대체)
- 1966년 11월 한국공인회계사회로 명칭 변경
- 1966년 12월 『회계』지 창간
- 1967년 9월 정부, 외국공인회계사 국내자격인가준칙 공포
- 1967년 12월 공인회계사윤리강령 제정
- 1968년 8월 정부, 공인회계사보수규정 승인
- 1968년 12월 회계법인제도 신설
- 1969년 5월 계리사의 감사증명에 관한 규정 설치
- 1969년 6월 본회 사무소 이전 (종로2가 YMCA중앙회관)
- 1969년 12월 외국공인회계사 전형 실시 (4명 합격)
- 1970년 4월 평의원회 설치
- 1970년 6월 본회 사무소 이전 (명동 보림빌딩)
- 1972년 11월 회계감사실시준칙 및 감사보고준칙 제정
- 1973년 8월 합동회계사무소제도 도입
- 1973년 8월 정부, 재무제표 감사증명에 관한 규정 제정
- 1974년 7월 상장법인 등의 회계처리에 관한 규정 공포
- 1974년 12월 창립 제20주년 기념행사
- 1975년 3월 비상근감리위원회 설치
- 1975년 4월 상장법인 등의 재무제표에 관한 규칙 제정
- 1975년 10월 국제회계기준위원회(IASC) 가입
- 1975년 11월 정부, 공인회계사 감사의견 표시에 대한 요령(증이1224-1852) 제정
- 1978년 4월 국제회계사연맹(IFAC) 가입
- 1979년 5월 본회, 자체회관 취득ㆍ개관 (종로구 수송동 46-22)
- 1980년 12월 주식회사의 외부감사에 관한 법률 제정에 따른 외부감사제도 시행
- 1981년 9월 주식회사의 외부감사에 관한 법률 시행령 제정
- 1981년 12월 기업회계기준 제정
- 1982년 3월 회계감사기준 제정
- 1983년 11월 아시아ㆍ태평양회계사연맹(CAPA) 상임이사국으로 피선
- 1983년 12월 세무대리종합관리규정 제정
- 1984년 5월 제18차 아시아ㆍ태평양회계사연맹(CAPA) 상임이사국 서울회의 개최
- 1984년 12월 창립 30주년 기념행사
- 1988년 1월 국제회계기준위원회(IASC) 상임이사국으로 피선
- 1989년 9월 제12차 아시아ㆍ태평양회계사연맹(CAPA) 총회 서울대회 개최. 아시아ㆍ태평양회계사연맹(CAPA) 제7대 회장 배출
- 1990년 4월 공인회계사 관련 각종 신고업무, 정부로부터 본회 수탁
- 1991년 5월 회계연수원 개원
- 1991년 9월 일본공인회계사협회와 ‘상호협력에 관한 협약서’ 교환 및 연례회의 개최 합의
- 1991년 11월 제27차 국제회계기준위원회(IASC) 상임이사국 서울회의 개최
- 1992년 6월 『한국공인회계사회 35년사』 발간
- 1993년 6월 『월간 공인회계사』 창간
- 1994년 5월 국제회계사연맹(IFAC) 윤리위원회 서울회의 개최. 회계감사보고서공시실 개관
- 1994년 6월 상설 회계감사감리위원회 설치
- 1994년 12월 지부 설치(부산, 대구, 광주, 대전). 창립 40주년 기념행사
- 1995년 5월 본회, 국제회계사연맹(IFAC) 이사국 피선
- 1996년 5월 중국공인회계사회(CICPA)와 상호교류협약 체결
- 1997년 1월 합동회계사무소 폐지 및 공인회계사손해배상책임제도 도입. 재정경제부 장관의 공인회계사에 대한 징계권한 중 일부 권한 본회에 위탁. 상장회사 사업보고서 전자공시제도 도입
- 1997년 11월 본회 회관 이전
- 1998년 5월 회계연수원, 노동부 교육훈련기관으로 지정
- 1999년 2월 공인회계사보수규정 폐지
- 1999년 3월 기업공시자료 전자공시제도 시행
- 2001년 3월 회계감사기준 제정
- 2001년 6월 감사인의 감사업무운영에 관한 감리업무를 본회에 위탁
- 2001년 9월 공인회계사 선발인원 1,000명 시대 개막
- 2003년 5월 공인회계사윤리규정 전문개정 및 윤리강령 개정
- 2003년 12월 공인회계사 시험제도 개편, 수습공인회계사 실무수습기간 단축
- 2004년 5월 CI 개정
- 2004년 6월 공인회계사 50년사 발간
- 2004년 8월 공인회계사 세정협의회 설치
- 2004년 12월 XBRL 한국지부 인수. 창립50주년 기념행사
- 2005년 6월 회원 사이버교육ㆍ전자문서 수발신시스템 도입 등 Digital기반 서비스체제로 전환
- 2005년 6월 전북지회 설치
- 2005년 11월 제66차 아시아ㆍ태평양회계사연맹(CAPA) 이사회 및 연례회의 개최
- 2006년 6월 국제적 회계신인도 세계 10위권 진입 “Top10 Project” 추진 착수
- 2006년 6월 공인회계사윤리기준 제정
- 2006년 7월 윤리신고센터 설치
- 2006년 11월 XBRL KOREA, XBRL International Inc.의 정규회원 승격
- 2007년 6월 지회투표제 도입. 회계감사심리위원회 신설
- 2007년 7월 사단법인 한국XBRL본부 설립. 회계신인도개선위원회 발족
- 2008년 3월 감사인에 대한 손해배상소송관련 원고입증책임 개선
- 2009년 6월 감사인신고센터 개설
- 2009년 7월 국가회계ㆍ결산담당자에 대한 정부수탁 회계전문교육 개시
- 2009년 9월 국제회계사연맹(IFAC) 국제감사인증기준위원회 서울회의 개최
- 2009년 10월 IFRS 지원센터 설치ㆍ운영. 아시아ㆍ태평양회계사연맹(CAPA) 제18대 회장 배출
- 2010년 6월 국가회계기준센터 설치ㆍ운영
- 2011년 5월 아시아ㆍ태평양회계사연맹(CAPA) 이사회 및 연례회의, IPSAS 컨퍼런스 서울회의 개최
- 2011년 7월 국제회계사연맹(IFAC) 준수자문위원회(CAP) 서울회의 개최
- 2011년 9월 2015년 제19차 아시아ㆍ태평양회계사연맹(CAPA) 총회 유치
- 2012년 7월 제41대 강성원 회장 취임. 업계 상생발전과 동반성장정책 추진 공표
- 2012년 11월 국제회계사연맹(IFAC) 이사 배출
- 2014년 6월 제42대 강성원 회장 취임
- 2016년 6월 제43대 최중경 회장 취임
- 2018년 6월 제44대 최중경 회장 취임
- 2020년 6월 제45대 김영식 회장 취임
- 2022년 6월 제46대 김영식 회장 취임
- 2024년 6월 제47대 최운열 회장 취임

## 조직
- 고문
- 감사

### 총회

#### 평의원회

##### 이사회
- 회장
  - 회계신인도개선위원회
  - 윤리기준위원회
  - 감사인증기준위원회
  - 교육연수위원회
  - 분쟁조정위원회
  - 손해배상공동기금운용위원회
  - 저널편집위원회
  - 검정위원회
  - 심의위원회
  - 회계연구위원회
  - 국세연구위원회
  - 지방세연구위원회
  - 공공부문연구위원회
  - 논문편집위원회
  - 선거관리위원회
  - 위탁감리위원회
  - 감리조사위원회
  - 회계감사·기업집단심리위원회
  - 윤리위원회
  - 윤리조사심의위원회
  - 세무조정감리위원회
  - 경영관리부문
    - 총무팀
    - 회원서비스팀
    - 정보시스템팀
    - 검정·출판사업팀
    - XBRL팀

  - 커뮤니케이션부문
    - 커뮤니케이션1팀
    - 커뮤니케이션2팀
    - 법무팀
    - 홍보팀

  - 사무국
    - 연수컨텐츠팀
    - 교육지원팀

  - 기획·연구부문
    - 정책기획팀
    - 연구지원팀
    - 연구1본부 (글로벌연구실)
    - 연구2본부 (조세지원실)

  - 자율규제부문
    - 감리·윤리행정실
    - 감리1본부
    - 감리2본부
    - 심리본부
    - 공동주택센터

### 부설 기관
- 회계연수원
- 국가회계기준센터[3]

### 지방공인회계사회
- 광주지방공인회계사회
- 대구지방공인회계사회
- 대전지방공인회계사회
- 부산지방공인회계사회
- 전북지방공인회계사회

## 같이 보기
- 한국보험계리사회